# Amore dormiente
L'Amore dormiente è un dipinto a olio su tela del pittore napoletano Battistello Caracciolo. È conservato presso la Galleria Regionale del Palazzo Abatellis di Palermo. Proviene dall'ex Museo Nazionale di Palermo. L'opera è databile al 1622 circa.

## Descrizione
Il quadro raffigura un amorino nudo che dorme, disteso su un lato, e con molta probabilità si ispira all'Amorino dormiente del Caravaggio, un quadro dipinto tra il 1608 e il 1609 e oggi conservato alla galleria Palatina di Firenze. Si suppone che Battistello Caracciolo abbia potuto vedere il quadro caravaggesco durante il suo soggiorno a Firenze, registrato intorno al 1618. In questa tela l'influenza dell'artista lombardo si ritrova nella linea di contorno del soggetto, nella resa plastica del nudo e nel tenebrismo tipico dei caravaggisti.